# L'Eco de Sitges
L'Eco de Sitges és un dels setmanaris locals més antics de Catalunya, s'edita i es distribueix a Sitges des de l'1 de març de 1886. A començament del segle xx, amb un tiratge de més de 4.000 exemplars, sembla que té un miler de subscriptors, que reben el seu exemplar a domicili.
Les mesures físiques de l'Eco són 270 x 400 mm, es publica els divendres i està escrit íntegrament en català; rep subvencions per part de la Generalitat de Catalunya. Aquest setmanari només es pot trobar als quioscos del terme municipal de Sitges, i a diversos establiments de Sant Pere de Ribes i de Vilanova i la Geltrú. El contingut del periòdic combina la tasca dels periodistes de la redacció, i articles i comentaris tramesos pels lectors. Aquesta obertura a les col·laboracions dels sitgetans n'ha fet un vehicle d'expressió que ha sobreviscut les èpoques més dures i difícils que ha travessat la vila.
Des de la seva fundació fins a l'any 2013, el setmanari ha estat dirigit per membres de la família Soler. El primer director fou Josep Soler i Cartró, entre els anys 1886 i 1936. Després de la Guerra Civil seguí la tasca el seu fill, Josep Soler i Tasis, entre els anys 1942 i 1956. Josep Manuel Soler i Soler, net del fundador, va dirigir el periòdic durant la segona meitat del segle xx, fins ben entrat al segle segle xxi. Per aquest motiu, l'any 2005 l'ajuntament va fer-li un homenatge.
L'any 2011 va rebre el Premi Creu de Sant Jordi. El setembre del 2012 estrenà la seva edició digital.
L'any 2014 neix Premsa de Sitges SL, una nova empresa que s'encarrega de l'edició del setmanari, amb la voluntat de renovar la publicació, amb la creació d'un nou disseny, per tal de fer-lo més atractiu als lectors, presentar les informacions de manera més ordenada i clara i reforçar els apartats gràfics. Es nomena com a nou director Antoni Sella i Montserrat, que hi romandrà fins al 2020. El nou Eco és una realitat el 31 de gener de 2014, quan apareix als quioscos completament renovat.
El gener del 2015 s'inicia la publicació d'un suplement mensual dins de L'Eco de Sitges, L'Eco de Ribes, on es recull tota la informació de Sant Pere de Ribes. L'1 de juny de 2018 aquest suplement va esdevenir una edició pròpia de caràcter setmanal.
El 2020 aquest setmanari fou reconegut amb el Premi Nacional de Comunicació, en la categoria de premsa escrita.

## Anècdotes
- El 16 de febrer de 1896 l'Eco de Sitges va publicar la primera constància escrita del xató en un sopar-tertúlia celebrat el 13 de febrer del mateix any.

## Difusió
- 1999: 1.772 exemplars
- 2000: 2.000 exemplars
- 2001: 1.989 exemplars
- 2003: 2.002 exemplars
- 2007: 4.205 exemplars